# Kotafjall
Kotafjall är ett berg i republiken Island. Det ligger i regionen Norðurland eystra, 230 km nordost om huvudstaden Reykjavík. Toppen på Kotafjall är 1 120 meter över havet, eller 103 meter över den omgivande terrängen. Bredden vid basen är 2,0 km.
Runt Kotafjall är det mycket glesbefolkat, med 3 invånare per kvadratkilometer. Det finns inga samhällen i närheten. Trakten runt Kotafjall är permanent täckt av is och snö.